# Каменар (Варненська область)
Камена́р (болг. Каменар) — село у Варненській області Болгарії. Входить до складу общини Варна.

## Населення
За даними перепису населення 2011 року у селі проживали 2594 особи.
Національний склад населення села:
| Національність   | Кількість осіб | Відсоток |
| ---------------- | -------------- | -------- |
| турки            | 1010           | 49,0%    |
| болгари          | 668            | 32,4%    |
| цигани           | 368            | 17,8%    |
| Всього відповіли | 2063           |          |

Розподіл населення за віком у 2011 році:
Динаміка населення: